# Powiat ostrowski (województwo mazowieckie)

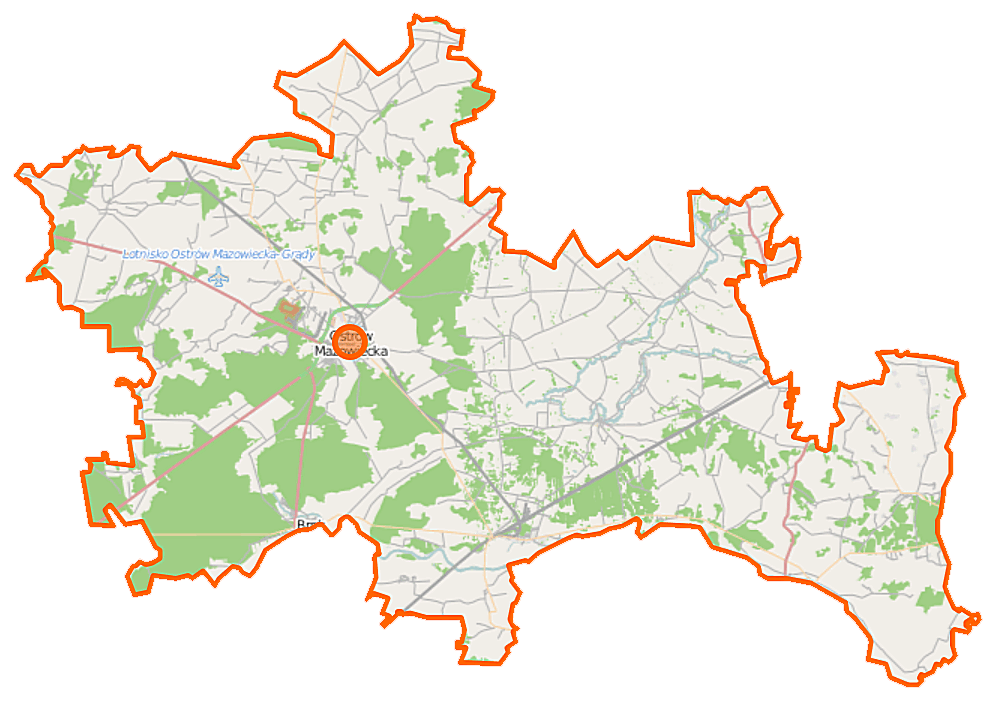
Mapa powiatu

Powiat ostrowski – powiat w Polsce (w północno-wschodniej części województwa mazowieckiego), utworzony w 1999 roku w ramach reformy administracyjnej. Jego siedzibą jest miasto Ostrów Mazowiecka. W czasach II Rzeczypospolitej powiat o tej samej nazwie, lecz o innych granicach, wchodził w skład województwa białostockiego.
W skład powiatu wchodzą:
- gminy miejskie: Ostrów Mazowiecka
- gminy miejsko-wiejskie: Brok
- gminy wiejskie: Andrzejewo, Boguty-Pianki, Małkinia Górna, Nur, Ostrów Mazowiecka, Stary Lubotyń, Szulborze Wielkie, Wąsewo, Zaręby Kościelne
- miasta: Ostrów Mazowiecka, Brok

Według danych z 31 grudnia 2019 roku powiat zamieszkiwało 72 328 osób. Natomiast według danych z 30 czerwca 2020 roku powiat zamieszkiwało 72 091 osób.

## Demografia

### W składzie II Rzeczypospolitej
Według spisu powszechnego z 1921 roku, powiat w ówczesnych granicach zamieszkiwało 94 457 osób, w tym 83 427 (88,3%) Polaków, 10 493 (11,1%) Żydów, 404 (0,4%) Niemców, 90 (0,1%) Rosjan, 23 Białorusinów, 9 Rusinów, 6 Łotyszy, 2 Litwinów, 1 Czech, 1 Awar i Francuz.

### Współcześnie

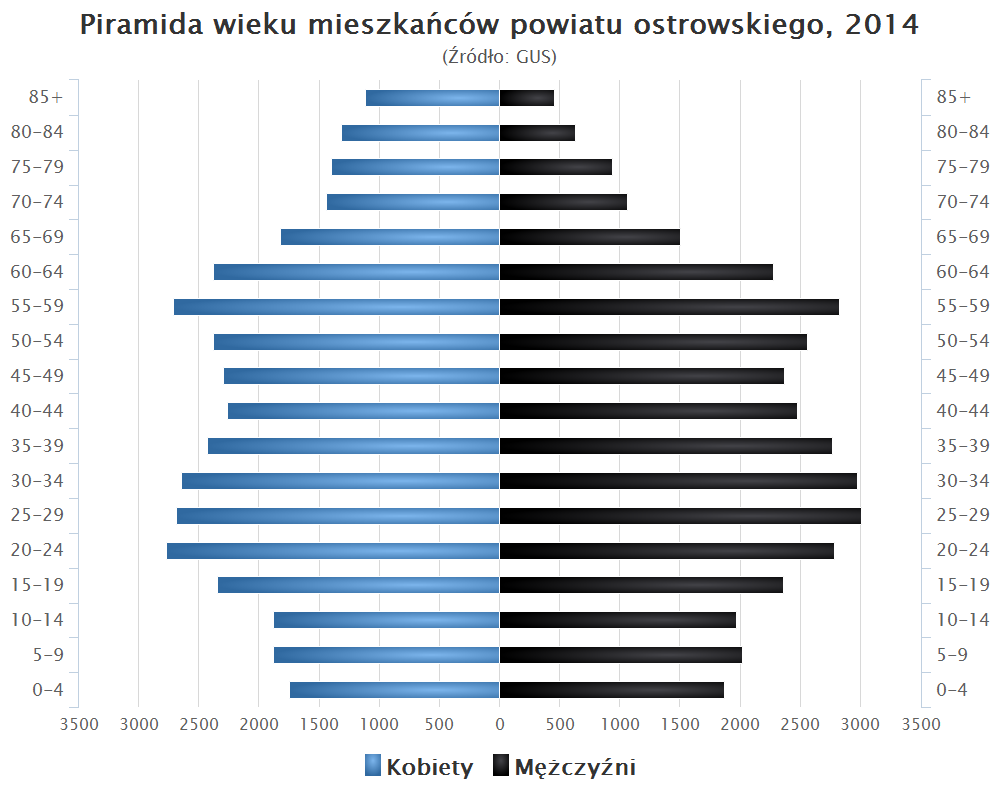
Piramida wieku mieszkańców powiatu ostrowskiego w 2014 roku

Liczba ludności (dane z 30 czerwca 2005):
|        | Ogółem | Ogółem | Kobiety | Kobiety | Mężczyźni | Mężczyźni |
| osób   | %      | osób   | %       | osób    | %         |           |
| ------ | ------ | ------ | ------- | ------- | --------- | --------- |
| Ogółem | 75 288 | 100    | 37 986  | 50,45   | 37 302    | 49,55     |
| Miasto | 24 341 | 32,33  | 12 648  | 16,80   | 11 693    | 15,53     |
| Wieś   | 50 947 | 67,67  | 25 338  | 33,65   | 25 609    | 34,01     |

▶Wieś vs ▶miasto
Ogółem (▶k, ▶m)
Miasto (▶k, ▶m)
Wieś (▶k, ▶m)

## Religia
Według spisu powszechnego z 1921 roku, 78 238 (82,8%) mieszkańców powiatu w ówczesnych granicach wyznawało rzymski katolicyzm, 14 799 (15,7%) judaizm, 1233 (1,3%) protestantyzm, 173 (0,2%) prawosławie i 6 islam. 8 osób zadeklarowało brak wyznania.

## Współpraca międzynarodowa
Miasta i gminy partnerskie:
- Zasław
- Rejon zasławski[7]

## Sąsiednie powiaty
- powiat sokołowski
- powiat węgrowski
- powiat wyszkowski
- powiat ostrołęcki
- powiat łomżyński (podlaskie)
- powiat zambrowski (podlaskie)
- powiat wysokomazowiecki (podlaskie)